# Linh dương mặt trắng
Linh dương mặt trắng (trong tiếng Anh gọi là blesbok hay blesbuck, danh pháp khoa học: Damaliscus pygargus phillipsi) là một phân loài linh dương đặc hữu Nam Phi. Nó có mặt và trán màu trắng khác biệt, từ đó người ta lấy cảm hứng đặt tên cho chúng, vì thuật ngữ bles là từ trong tiếng của người Afrikaan để chỉ vết lang trắng như người ta có thể nhìn thấy trên trán của ngựa. Đây là một trong những loài linh dương được du nhập và nuôi nhiều ở các vườn thú trên thế giới, nó cũng là đối tượng cho những cuộc săn bắn thể thao.

## Đặc điểm

### Mô tả

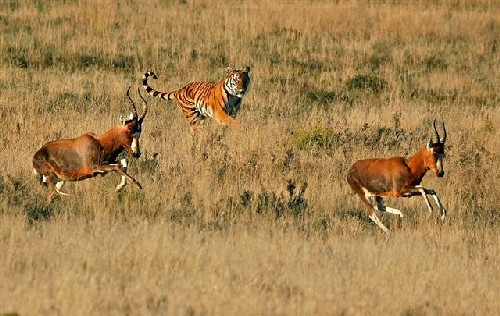
Một con hổ đang rượt theo hai con sơn dương mặt trắng

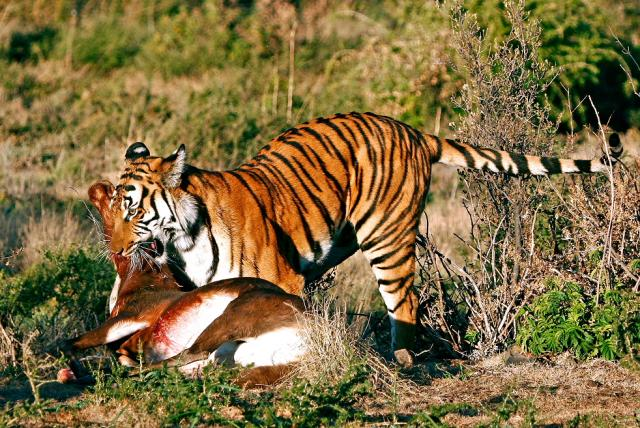
Một con sơn dương mặt trắng bị con hổ giết chết

Một đặc điểm của linh dương mặt trắng là có một vết lang màu trắng nổi bật trên mặt và một sọc màu nâu nằm ngang phân chia vết lang này phía trên mắt. Cơ thể có màu nâu với phần mông có sự chuyển màu dần dần nhạt hơn. Các chân có màu nâu với mảng màu trắng phía sau phần trên các chân trước. Cẳng chân màu trắng. Cả hai giới đều có sừng, sừng ngoằn nghèo. Sừng của con cái thì mảnh mai hơn một chút.
Những chiếc sừng con đực có xu hướng để cho ra một màu sáng hơn trong ánh nắng mặt trời. Bụng, mông và chân bên dưới đầu gối cũng có màu trắng. Cổ và phần trên của lưng nó có màu nâu. Khi hạ thấp đến hai bên sườn và mông thì màu trở nên sẫm hơn. Bụng bên trong mông và khu vực lên tới gốc đuôi có màu trắng. Chúng có thể dễ dàng phân biệt với các loài linh dương khác vì nó có khuôn mặt và trán với màu trắng khác biệt. 
- Chiều dài cơ thể: 140–160 cm (4,6-5,3 ft)
- Chiều cao vai: 85–100 cm (2,8-3,3 ft)
- Chiều dài đuôi: 30–45 cm (12–18 in)
- Trọng lượng: 55–80 kg (121-176 lb), khối lượng của chúng có thể cân nặng lên tới 85 kg. Trong đó, con đực trưởng thành trung bình khoảng 70 kg, con cái trung bình thấp hơn, khoảng 61 kg
- Chiều dài sừng: Trung bình vào khoảng 38 cm

### Tập tính
Môi trường sống của linh dương mặt trắng nói chung là vùng đồng bằng cỏ mở, chúng có thể được tìm thấy trong các đàn hỗn hợp, chúng rất nhạy cảm với nhiệt, do đó di chuyển xung quanh nhiều hơn ở nhiệt độ thấp và có khuynh hướng nằm nghỉ giữa trưa nhiệt. Điều này cho thấy buổi sáng sớm và chiều muộn thời lý tưởng cho những cuộc săn linh dương. Một đàn có xu hướng đứng đối mặt với mặt trời. Chúng chủ yếu vật ăn cỏ, chúng tạo thành bầy gồm các con cái và con chưa thành niên, trong khi con đực có xu hướng sống đơn độc.
Chúng khá nhút nhát và cảnh giác và dựa vào tốc độ và sức chịu đựng để trốn tránh kẻ thù. Chúng có thể duy trì tốc độ 70 km/h (43 mph) khi bị đuổi theo nhưng chúng không nhảy tốt lắm. Các động vật ăn thịt chúng là báo săn, sư tử, báo hoa mai, chó hoang châu Phi, linh cẩu, các loài trăn, chó rừng và đại bàng có thể tấn công những con bê. Người châu Phi cũng săn chúng để lấy da, thịt và coi như là một danh hiệu để ra oai.
Linh dương mặt trắng là loài sinh sản theo mùa, với thời kỳ động dục từ tháng Ba đến tháng Năm. Cao điểm sinh sản trong tháng 11 và tháng 12 sau một thời gian mang thai khoảng 240 ngày (8 tháng). Một con cái sinh một con bê duy nhất cho mỗi mùa sinh sản.

## Phân bố
Linh dương mặt trắng châu Phi là họ hàng gần của trâu cỏ (Damaliscus pygargus dorcas) và có thể lai ghép với nó, tuy vậy hai phân loài này không chia sẻ cùng một môi trường sống trong tự nhiên. Phân loài linh dương mặt trắng là đặc hữu Nam Phi và được tìm thấy với số lượng lớn trong các vườn quốc gia với đồng cỏ rộng lớn từ Highveld ở Transvaal đến phía nam cũng như Đông Cape. Đó là một vùng đồng bằng vì phân loài này không thích các khu vực rừng. Chúng lần đầu tiên được phát hiện vào thế kỷ 17 với số lượng rất nhiều từng đàn kéo dài hàng dặm.
Linh dương mặt trắng có thể được tìm thấy trong vùng đồng bằng của Nam Phi. Môi trường sống ưa thích của chúng là đồng cỏ với nước. Chúng thường chiếm một vùng lãnh thổ tương đối nhỏ khoảng 2,5-6,0 ha. Chúng đã từng là một trong những loài linh dương nhiều nhất của vùng đồng bằng châu Phi, nhưng đã trở nên suy giảm kể từ năm 1893 do nạn săn bắn không ngừng để lấy da và thịt của chúng. Phạm vi cư trú lịch sử của chúng bao gồm các Đôn Nam Cape, Free State, phần phía nam của Transvaal cũ, KwaZulu-Natal dọc theo thượng nguồn sông Tugela và Lesotho, phía tây của dãy núi Maluti.

## Săn bắn
Phân loài này đã bị săn bắt gần đến mức tuyệt chủng vì số lượng lớn của nó, nhưng đã được bảo vệ từ cuối thế kỷ 19, sô lượng chúng đã tăng lên nhanh chóng và ngày nay nó là đủ nhiều để không được phân loại như là loài có nguy cơ tuyệt chủng. Vào đầu thế kỷ 21, số lượng của chúng ổn định, ước tính khoảng 235.000-240.000 cá thể. Tuy nhiên, có lẽ là may mắn khi 97% trong số này sinh sống bên ngoài các khu bảo tồn, và chỉ 3% trong các vườn quốc gia. Chúng cũng rất phổ biến trong các vườn thú mặc dù với số lượng nhỏ hơn rất nhiều.

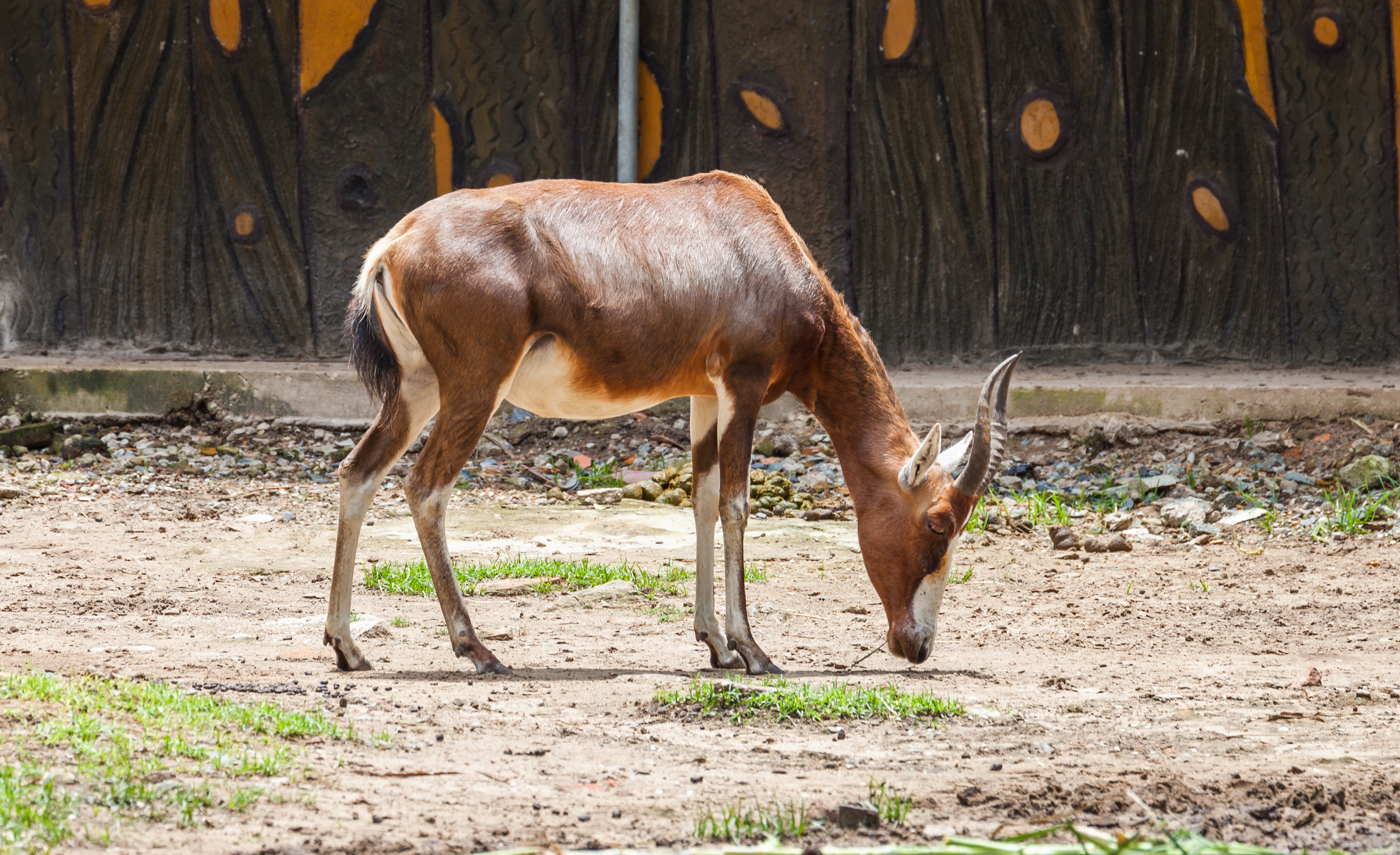
Một con sơn dương mặt trắng ở Thảo Cầm Viên Sài Gòn

Săn linh dương mặt trắng trên các đồng bằng của có thể được thử thách, Loài linh dương đã gần như tuyệt chủng này đã được du nhập lại trên các trang trại săn bắn của miền nam châu Phi. Ở Mỹ người ta đi săn bằng súng trường đối với những con hươu đuôi trắng trong khi ở châu Phi người ta đi săn linh dương mặt trắng. Khi săn, các điểm mục tiêu là rất quan trọng.